# Sirocalodes quercicola
Sirocalodes quercicola är en skalbaggsart som först beskrevs av Gustaf von Paykull 1792.  Sirocalodes quercicola ingår i släktet Sirocalodes, och familjen vivlar. Arten är reproducerande i Sverige.